# Rimpfischhorn
El Rimpfischhorn es una montaña suiza de los Alpes Peninos en el macizo del Mischabel.
El primer ascenso a la cima lo efectuaron el 9 de septiembre de 1859 por Leslie Stephen y Robert Liveing con los guías Melchior Anderegg y Johann Zumtaugwald.
La altura aparece como 4.198,9 m s. n. m. en la lista oficial de los cuatromiles de los Alpes, publicada por la UIAA en su boletín n.º 145, de marzo de 1994. En el libro Cuatromiles de los Alpes por rutas normales, Richard Goedeke indica los 4.199 m. 
Según la clasificación SOIUSA, Rimpfischhorn pertenece al subgrupo Grupo Strahlhorn - Allalinhorn, con el código I/B-9.V-A.1.a. Forma parte del gran sector de los Alpes del noroeste, sección de los Alpes Peninos, subsección Alpes del Mischabel y del Weissmies, supergrupo Macizo del Mischabel, grupo Macizo del Strahlhorn.